# Фалестріда

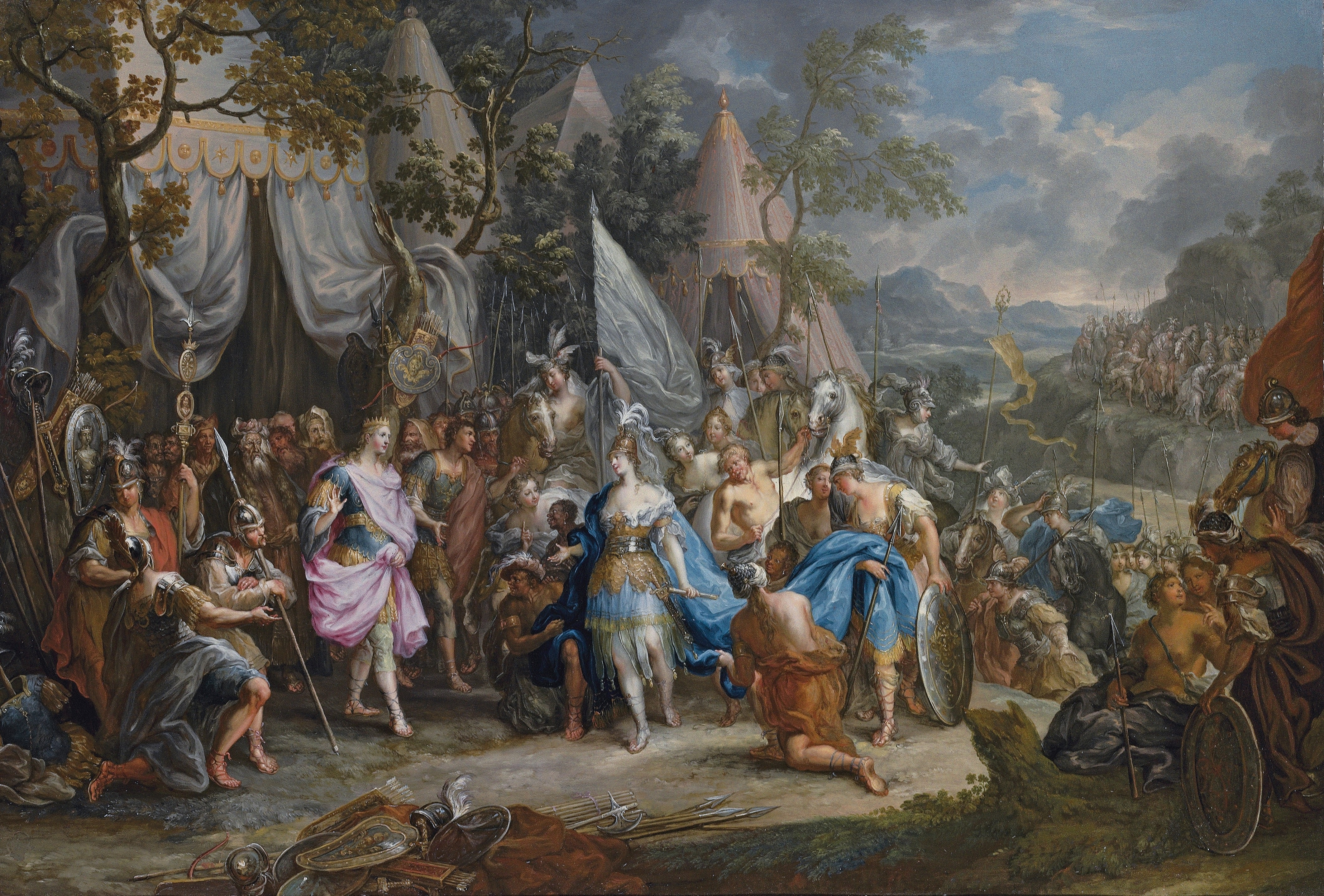
Цариця амазонок Фалестріда в таборі Олександра Великого. Робота Йоганна Георга Платцера. Південний Тіроль 1750.

Фалестріда (дав.-гр. Θάληστρις) — у грецькій міфології остання зі згаданих цариць амазонок . Згідно з легендою, у 330 році до н. е. вона зустрічалася з македонським царем Олександром Великим під час його завойовницьких походів на Азію.

## Легенда

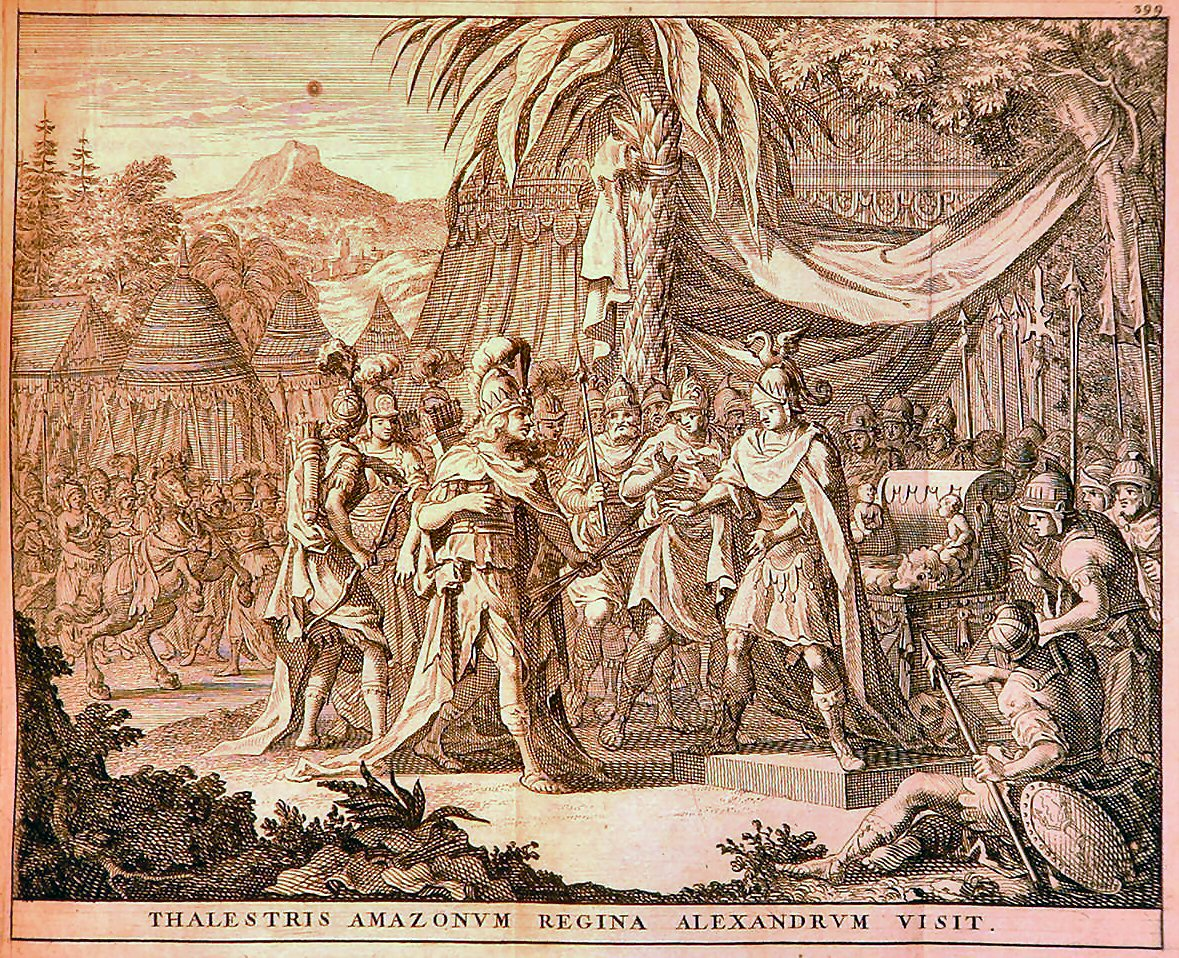
Фалестріда, цариця амазонок, відвідує Олександра. Робота невідомого автора. 1696.

Найбільш важливими історичними джерелами, у яких згадується можлива зустріч Олександра Македонського з Фалестрідою, є звіти істориків Діодора та Квінта Курція Руфа, а також витяг із історичної праці Помпея Трога, зроблений Юстином.
Грецький історик Діодор писав у I столітті н. е., що під час походу Олександра влада цариці Фалестріди поширювалася на область між річками Фазис (сьогодні Ріоні (Грузія), протікає по південно-західному схилу Великого Кавказу) і Терме. У 330 році до н. е. під час кампанії проти персів Олександр зі своїм військом розбив табір на південь від Каспійського моря, у Гірканії. До цього табору прибула верхи Фалестріда і частина її армії з 300 амазонок у повному озброєнні. Вона заявила царю, що хотіла б мати від нього дитину. Оскільки він був найвищим з усіх чоловіків, а вона була найсміливішою та найсильнішою серед інших жінок, дитина, яку б вони створили разом, повинна була перевершити усіх смертних. Олександр не відмовив у проханні і вирішив продовжити стоянку свого війська ще на кілька діб. Після 13 днів, проведених з Фалестрідою, він підніс їй щедрий подарунок.
Римський історик Квінт Курцій Руф, що жив, найімовірніше, у I столітті нашої ери, згадує додаткові подробиці усієї цієї історії. Згідно з ним, Фалестріда оголосила Олександру, що якщо вона народить дитину жіночої статі, то залишить собі, а якщо чоловічої — пришле до нього. Аналогічний опис наводить і римський історик Юстин, який жив у II або III столітті. При цьому жоден із трьох авторів не дає ніякої інформації про подальше життя цариці амазонок. Тим часом в Історії Олександра Великого, написаної у III столітті, такий персонаж, як Фалестріда, зовсім відсутній.

## Оцінка історичної достовірності
Історичність існування Фалестріди була спірною навіть серед давніх істориків. Близько 100 р. біограф Плутарх перерахував 14 авторів, які згадували історію про Фалестріду. Деякі з них, такі як Клітарх й Онесікріт, вірили в це, дев'ять же письменників (включаючи Арістобула, Птолемея, Хареса Мітіленського і Дуріса) вважали роман Олександра з Фалестрідою цілковитою вигадкою. Багато років потому, після імовірної зустрічі македонського царя з царицею амазонок, грецький історик Онесікріт, який супроводжував Олександра в його азійських походах, якось зустрівся з Лісімахом, сподвижником Олександра, правителем Фракії, який знаходився поруч з полководцем у ті дні, коли ця історія могла статися. Онесікріт читав йому вголос четверту книгу своєї історичної праці, і варто було йому дійти до опису цього епізоду і зовнішності Фалестріди, як Лісімах посміхнувся і запитав: «А де ж я тоді був?!» Із цього може випливати, що Лісімах нічого не знав про амазонку.
Близько 150 року римський історик Арріан, роботи якого вважаються дуже надійними й достовірними, нічого не повідомивши про Фалестріду, стверджував, що, згідно з деякими відомостями, македонський цар, можливо, зустрів у дорозі сто озброєних вершниць, імовірно амазонок, але сталося це лише шість років потому, тобто в 324 році до н. е. Їх прислав до нього ахеменідський сатрап Атропатен. Однак, Олександр відіслав їх назад, щоб уникнути насильства по відношенню до них з боку його солдатів. При цьому Арріан підкреслює, що історіографи Олександра, які, на його думку, заслуговують довіри, такі як Арістобул і Птолемей, не згадують про цю історію, а тому він сумнівається, що така раса войовничих жінок взагалі коли-небудь існувала.
Сучасна наука одностайно вважає, що епізод, пов'язаний з Фалестрідою, не історичний. Можливо, донька скіфського царя, якій Олександр, згідно з його власним листом, запропонував стати дружиною, послужила поштовхом до створення легенди про амазонку.

## У мистецтві й літературі
- Джироламо Фагіволі. Олександр і Фалестріда (живопис, XVI століття)
- Крістіан Генріх Постель. Велика, могутня Фалестріда, або Остання цариця амазонок (Die Groß-Mächtige Thalestris, oder Letzte Königin der Amazonen; водевіль, 1690)
- Йоганн Георг Платцер. Цариця амазонок Фалестріда в таборі Олександра (The Amazon Queen Thalestris in the Camp of Alexander ; живопис, бл. 1750)